# شمعون مويال

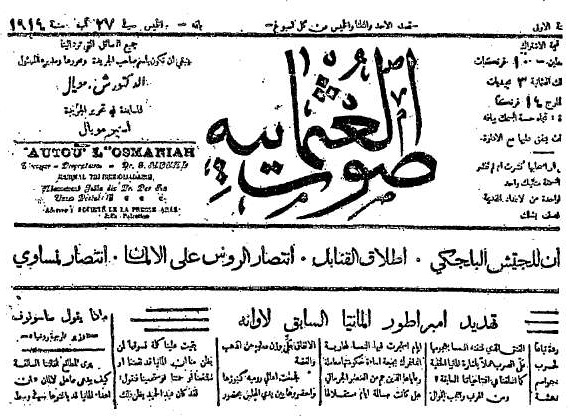

شمعون يوسف مويال (1866–16 يونيو 1915) طبيب ومترجم وصحفي من اليشوب القديم.

## حياته
ولد في يافا سنة 1866. كان والده يوسيف مويال تاجراً ومستولياً على الأراضي وأحد زعماء المجتمع اليهود المغاربة؛ وجده أهارون مويال من عائلة حاخامات وزعماء في المغرب. والدته سمحا كانت ابنة الحاخام موشيه باردو، كبير حاخامات الإسكندرية.
درس مويال في التلمود التوراة والهنديشيفا حتى سن السادسة عشرة. ثم انتقل إلى بيروت حيث درس العربية والفرنسية في مدرسة زكي كوهن تيفريت يسرائيل. درس الإسلام والأدب العربي في الأزهر بالقاهرة، ثم في الجامعة اليسوعية وحصل على درجة الدكتوراه في الطب. وفي بيروت التقى بالكاتبة والصحفية إستر أزهري وتزوجها.
وانتقل الزوجان إلى القاهرة حيث عمل طبيبا ونشر مقالات في الصحف العربية والفرنسية. كان معروفاً لدى الكتاب والمثقفين المصريين، ونشط في الحركة الماسونية، وعضو جمعية الصداقة والتفاهم السرية التي أسسها مفتي مصر محمد عبده.
في عام 1908 عاد واستقر في يافا. وهناك واصل عمله الطبي والعامة والأدبي. وفي عام 1909 نشر الجزء الأول من ترجمة التلمود إلى العربية. في عام 1913 شارك شمعون مويال في تأسيس جمعية هماجين مع أخيه دفيد مويال وأبراهام الماليش ويوسف إلياهو شلوش ويعقوب شلوشاند ونسيم ملول وموشيه ماتالون قادة آخرين من الطائفة السفاردية. وكان دور الجمعية هو أن تشرح للعالم العربي تصرفات ودوافع اليهود في فلسطين، والفوائد الاقتصادية والثقافية التي سيجنيها السكان العرب من السكان اليهود. هدفت الجمعية أيضًا إلى التأثير على السياسة العثمانية وشاركت في الأنشطة الاجتماعية المجتمعية في المجتمع اليهودي.
وفي العام نفسه، أسس مع زوجته صحيفة يومية باللغة العربية "صوت العثمانية" في يافا من أجل التأثير على الرأي العام العربي. داعياً إلى التعاون بين العرب واليهود.
توفي مويال في يافا عام 1915، ودُفن في المقبرة اليهودية في يافا.
أبناء: الشاعر عوفاديا (عبد الله) نديم، منير، سعد، منيرة، فيكتوريا.